# Stictoptera dala
Stictoptera dala är en fjärilsart som beskrevs av Embrik Strand 1917. Stictoptera dala ingår i släktet Stictoptera och familjen nattflyn. Inga underarter finns listade i Catalogue of Life.